# Winter-Asienspiele 2025/Teilnehmer (Turkmenistan)
| Gelbes Symbol für Goldmedaillen mit stilisierten Olympischen Ringen | Graues Symbol für Silbermedaillen mit stilisierten Olympischen Ringen | Braundes Symbol für Bronzemedaillen mit stilisierten Olympischen Ringen |
| ------------------------------------------------------------------- | --------------------------------------------------------------------- | ----------------------------------------------------------------------- |
| —                                                                   | —                                                                     | —                                                                       |

Turkmenistan nahm an den Winter-Asienspiele 2025 im chinesischen Harbin teil.

## Teilnehmer nach Sportarten

### Eishockey
| Wettbewerb    | Männer |
| ------------- | --- |
| Athleten      | Amangeldi Aganyýazow Musa Annasaparow Nowruz Baýhanow Döwrangeldi Baýjajew Baýmyrat Baýmyradow Keremli Çaryýew Begenç Döwletmyradow Serdar Durdyýew Öwezguly Esenow Arslan Geldimyradow Ahmet Gurbanow Taňryberdi Guwanjow Döwlet Hydyrow Erkin Kakabaýew Serdar Kakajanow Maksat Kakaýew Allan Muhyýew Arslan Nuryýew Nazar Orazow Gurbanmyrat Taňňyýew Aleksandr Wahowskiý |
| Gruppenphase  | Hongkong (1:5) Indien (19:1) Macau (26:0) |
| Zwischenrunde | Kuwait (4:8) |
| Viertelfinale | ausgeschieden |
| Halbfinale    | ausgeschieden |
| Finale        | ausgeschieden |
| Rang          | 10 |

### Eiskunstlauf
| Athleten        | Wettbewerbe | Kurzprogramm/ Rhythmustanz | Kurzprogramm/ Rhythmustanz | Kür    | Kür  | Gesamt | Gesamt |
| Athleten        | Wettbewerbe | Punkte                     | Rang                       | Punkte | Rang | Punkte | Rang   |
| --------------- | ----------- | -------------------------- | -------------------------- | ------ | ---- | ------ | ------ |
| Frauen          |             |                            |                            |        |      |        |        |
| Ayna Ekayeva    | Einzel      |                            |                            |        |      |        |        |
| Larisa Vahitova | Einzel      |                            |                            |        |      |        |        |

### Shorttrack
| Athleten    | Wettbewerb | Vorläufe     | Vorläufe | Viertelfinale | Viertelfinale | Halbfinale    | Halbfinale    | Finale A/B    | Finale A/B    | Rang |
| Athleten    | Wettbewerb | Zeit         | Rang     | Zeit          | Rang          | Zeit          | Rang          | Zeit          | Rang          | Rang |
| ----------- | ---------- | ------------ | -------- | ------------- | ------------- | ------------- | ------------- | ------------- | ------------- | ---- |
| Männer      |            |              |          |               |               |               |               |               |               |      |
| Pena Atayev | 500 m      | 52,461 s     | 4        | ausgeschieden | ausgeschieden | ausgeschieden | ausgeschieden | ausgeschieden | ausgeschieden |      |
| Pena Atayev | 1000 m     | 1:54,772 min | 4        | ausgeschieden | ausgeschieden | ausgeschieden | ausgeschieden | ausgeschieden | ausgeschieden |      |